# Kölnchor
Der KölnChor ist ein 2002 gegründeter Konzertchor mit 100 Sängerinnen und Sängern aus Köln unter der Leitung von Kirchenmusiker Wolfgang Siegenbrink. Er gastiert mit Konzerten regelmäßig in der Kölner Philharmonie, in Kölner und anderen Kirchen und Spielstätten. Internationale Auftritte fanden in Russland, Lettland, Frankreich und Italien statt. Chorleiter Wolfgang Siegenbrink ist Dozent an der Hochschule für Musik in Detmold. Als Kantor ist er seit 1998 im Kölner Norden (St. Engelbert, Riehl, St. Bonifatius, Nippes) tätig.
Das Repertoire des Chors umfasst unter anderem Werke von Benjamin Britten (War Requiem), Händel (Messiah) sowie die Requien von Mozart, Brahms, Giuseppe Verdi, Carl Orffs Carmina Burana und das Oratorium „Ecce Cor Meum“ von Paul McCartney.
Der Chor wirkt gemeinsam mit anderen Chören bei verschiedenen Operngalas mit. Im November 2005 traten der KölnChor und der Rheinische Kammerchor Köln gemeinsam in der KölnArena auf Einladung des Londoner Royal Philharmonic Orchestra bei „Classical Spectacular“ auf. 2018 wirkte der KölnChor zum wiederholten Male als Backgroundchor beim Konzert von Startenor Andrea Bocelli in der Kölner Lanxess Arena mit.
Der KölnChor ist Mitglied im „Netzwerk Kölner Chöre e.V.“ sowie im Verband Deutscher Konzertchöre (VDKC).